# Монбекі
Монбекі́ (фр. Monbéqui) — муніципалітет у Франції, у регіоні Окситанія, департамент Тарн і Гаронна. Населення — 652 особи (01.01.2021).
Муніципалітет розташований на відстані близько 560 км на південь від Парижа, 37 км на північний захід від Тулузи, 17 км на південний захід від Монтобана.

## Історія
До 2015 року муніципалітет перебував у складі регіону Південь-Піренеї. Від 1 січня 2016 року належить до нового об'єднаного регіону Окситанія.

## Демографія
Динаміка населення (INSEE ):
Розподіл населення за віком та статтю (2006):
| Стать | Всього | До 15 років | 15-24 | 25-44 | 45-64 | 65-85 | Понад 85 |
| --- | ------ | ----------- | ----- | ----- | ----- | ----- | -------- |
| Чоловіки | 228    | 56          | 20    | 72    | 60    | 20    | 0        |
| Жінки | 272    | 68          | 16    | 88    | 64    | 28    | 8        |
| \| Статево-вікова піраміда \| Статево-вікова піраміда \| Статево-вікова піраміда \| \| ----------------------- \| ----------------------- \| ----------------------- \| \| Чоловіки \| Вік \| Жінки \| \| 0 \| 85 + \| 8 \| \| 4 \| 80-84 \| 0 \| \| 4 \| 75-79 \| 8 \| \| 8 \| 70-74 \| 12 \| \| 4 \| 65-69 \| 8 \| \| 4 \| 60-64 \| 4 \| \| 24 \| 55-59 \| 24 \| \| 16 \| 50-54 \| 16 \| \| 16 \| 45-49 \| 20 \| \| 12 \| 40-44 \| 16 \| \| 32 \| 35-39 \| 16 \| \| 12 \| 30-34 \| 32 \| \| 16 \| 25-29 \| 24 \| \| 12 \| 20-24 \| 4 \| \| 8 \| 15-20 \| 12 \| \| 20 \| 10-14 \| 20 \| \| 20 \| 5-9 \| 8 \| \| 16 \| 0-4 \| 40 \| |        |             |       |       |       |       |          |
| Статево-вікова піраміда |        |             |       |       |       |       |          |
| Чоловіки | Вік    | Жінки       |       |       |       |       |          |
| 0 | 85 +   | 8           |       |       |       |       |          |
| 4 | 80-84  | 0           |       |       |       |       |          |
| 4 | 75-79  | 8           |       |       |       |       |          |
| 8 | 70-74  | 12          |       |       |       |       |          |
| 4 | 65-69  | 8           |       |       |       |       |          |
| 4 | 60-64  | 4           |       |       |       |       |          |
| 24 | 55-59  | 24          |       |       |       |       |          |
| 16 | 50-54  | 16          |       |       |       |       |          |
| 16 | 45-49  | 20          |       |       |       |       |          |
| 12 | 40-44  | 16          |       |       |       |       |          |
| 32 | 35-39  | 16          |       |       |       |       |          |
| 12 | 30-34  | 32          |       |       |       |       |          |
| 16 | 25-29  | 24          |       |       |       |       |          |
| 12 | 20-24  | 4           |       |       |       |       |          |
| 8 | 15-20  | 12          |       |       |       |       |          |
| 20 | 10-14  | 20          |       |       |       |       |          |
| 20 | 5-9    | 8           |       |       |       |       |          |
| 16 | 0-4    | 40          |       |       |       |       |          |

## Економіка
2010 року серед 388 осіб працездатного віку (15—64 років) 307 були активними, 81 — неактивною (показник активності 79,1%, у 1999 році було 67,1%). З 307 активних мешканців працювало 275 осіб (155 чоловіків та 120 жінок), безробітними було 32 (8 чоловіків та 24 жінки). Серед 81 неактивної 23 особи були учнями чи студентами, 30 — пенсіонерами, 28 були неактивними з інших причин.

У 2010 році в муніципалітеті числилось 228 оподаткованих домогосподарств, у яких проживали 611,5 особи, медіана доходів виносила 19 062 євро на одного особоспоживача

## пам'ятники

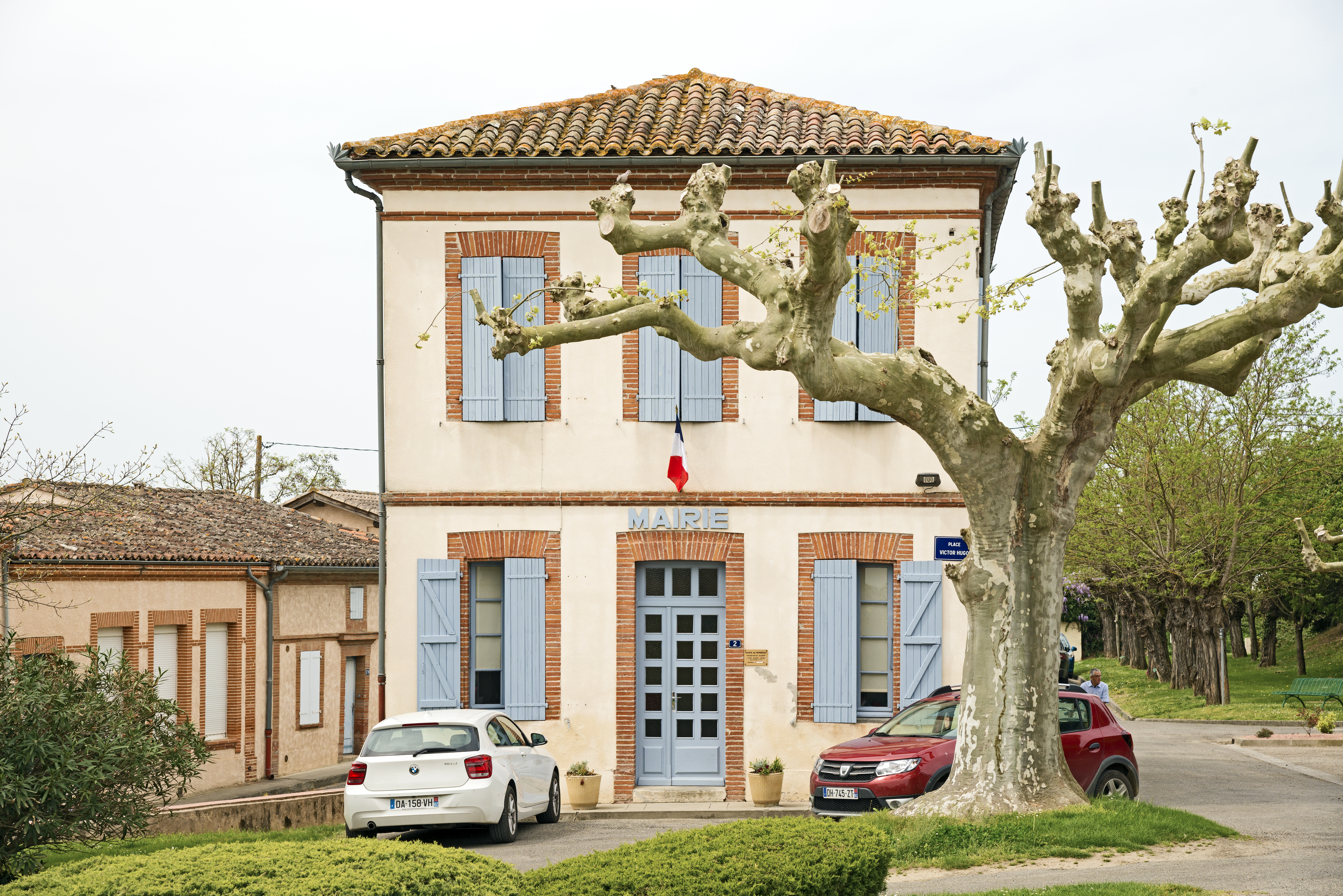
Ратуша
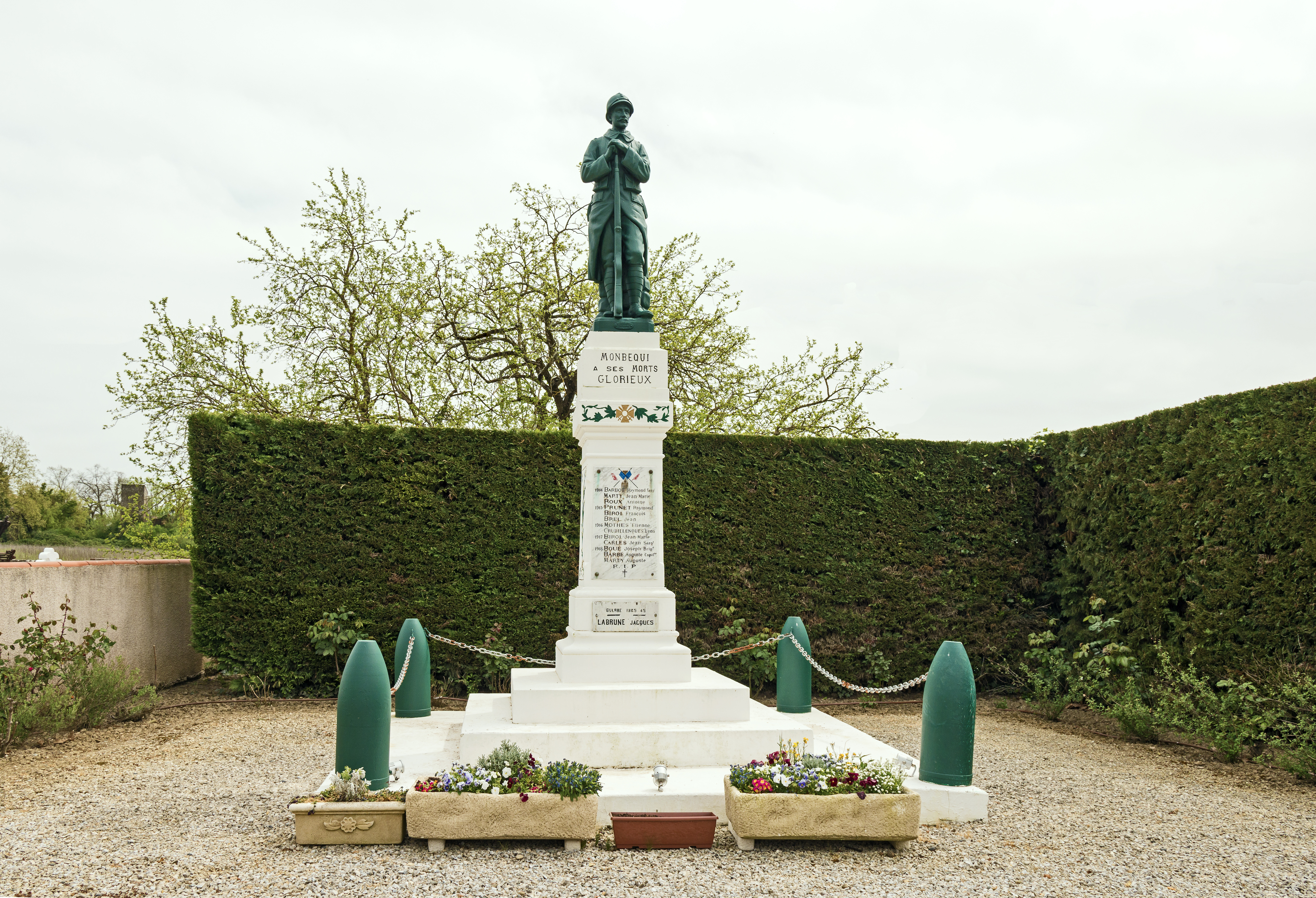
Військовий меморіал
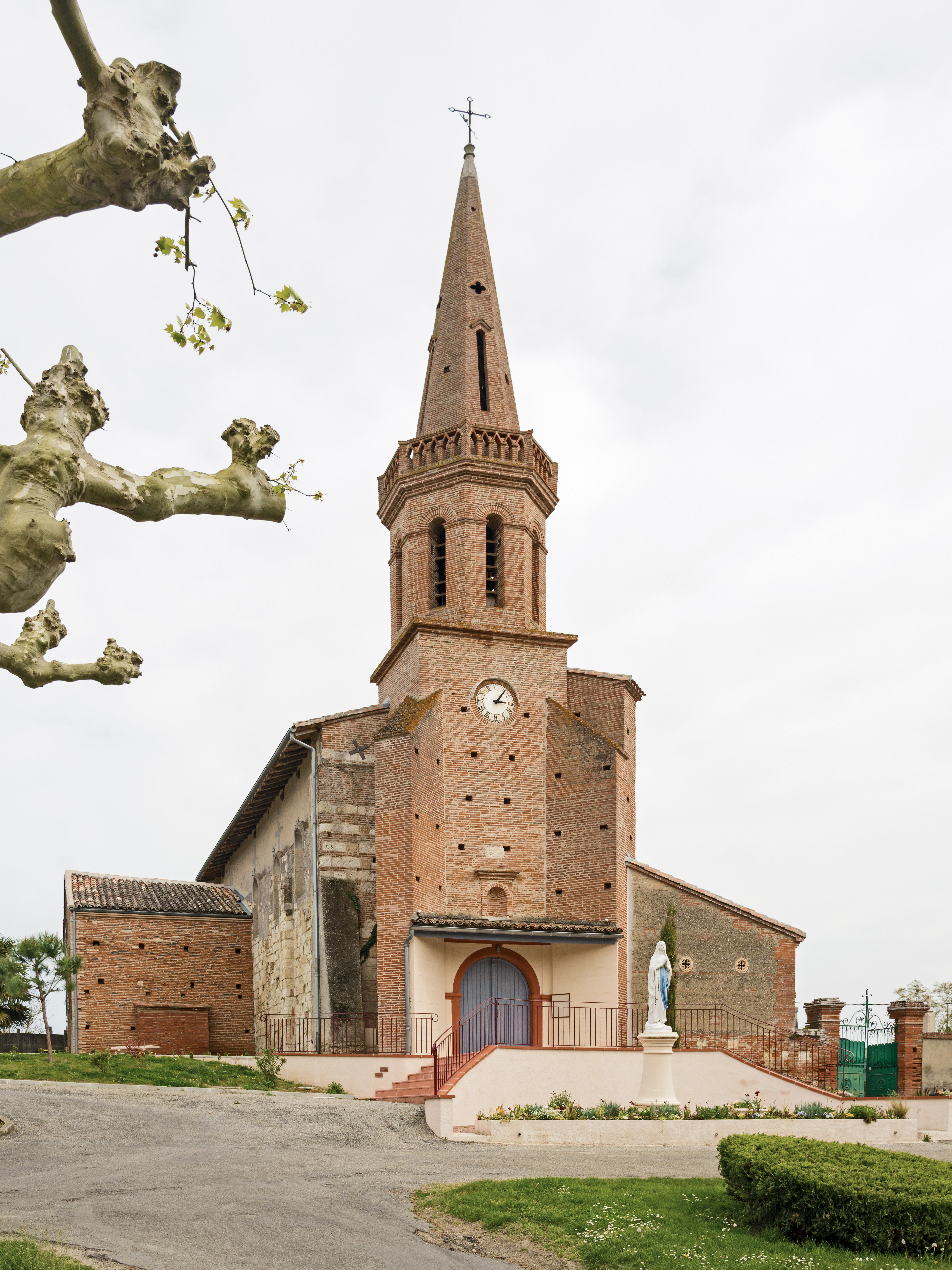
Церква